# Liste der Bodendenkmäler in Haag an der Amper
Auf dieser Seite sind die Bodendenkmäler in der oberbayerischen Gemeinde Haag an der Amper zusammengestellt. Diese Tabelle ist eine Teilliste der Liste der Bodendenkmäler in Bayern. Grundlage ist die Bayerische Denkmalliste, die auf Basis des Bayerischen Denkmalschutzgesetzes vom 1. Oktober 1973 erstmals erstellt wurde und seither durch das Bayerische Landesamt für Denkmalpflege geführt wird. Die folgenden Angaben ersetzen nicht die rechtsverbindliche Auskunft der Denkmalschutzbehörde.

## Bodendenkmäler in Haag an der Amper
| Lage       | Objekt | Akten-Nr.     | Bild |
| ---------- | --- | ------------- | ---- |
| (Standort) | Siedlung vorgeschichtlicher Zeitstellung, u. a. der Bronzezeit.                                                                                            | D-1-7536-0050 |      |
| (Standort) | Siedlung vor- und frühgeschichtlicher Zeitstellung. | D-1-7536-0051 |      |
| (Standort) | Erdställe des hohen Mittelalters. | D-1-7536-0052 |      |
| (Standort) | Untertägige mittelalterliche und frühneuzeitliche Befunde im Bereich der Kath. Pfarrkirche                                                                 | D-1-7536-0169 |      |
| (Standort) | Untertägige mittelalterliche und frühneuzeitliche Befunde im Bereich der Kath. Pfarrkirche Hl. Kreuzauffindung in Obermarchenbach und ihres Vorgängerbaus. | D-1-7536-0175 |      |
| (Standort) | Siedlung und verebnete Grabhügel vorgeschichtlicher Zeitstellung.                                                                                          | D-1-7536-0234 |      |
| (Standort) | Siedlung vor- und frühgeschichtlicher Zeitstellung. | D-1-7537-0227 |      |
| (Standort) | Siedlung vorgeschichtlicher Zeitstellung. | D-1-7537-0228 |      |
| (Standort) | Siedlung des Neolithikums. | D-1-7537-0229 |      |
| (Standort) | Siedlung vorgeschichtlicher Zeitstellung. | D-1-7537-0231 |      |
| (Standort) | Siedlung vorgeschichtlicher Zeitstellung, u. a. des Mittelneolithikums                                                                                     | D-1-7537-0232 |      |
| (Standort) | Siedlung vor- und frühgeschichtlicher Zeitstellung. | D-1-7537-0233 |      |
| (Standort) | Siedlung vorgeschichtlicher Zeitstellung. | D-1-7537-0234 |      |
| (Standort) | Siedlung vor- und frühgeschichtlicher Zeitstellung. | D-1-7537-0295 |      |
| (Standort) | Abgegangenes Hofmarkschloss des Mittelalters und der frühen Neuzeit („Schloss Haag a. d. Amper“)                                                           | D-1-7537-0324 |      |
| (Standort) | Untertägige mittelalterliche und frühneuzeitliche Befunde im Bereich der Kath. Filialkirche                                                                | D-1-7537-0325 |      |
| (Standort) | Untertägige mittelalterliche und frühneuzeitliche Befunde im Bereich von Schloss Inkofen.                                                                  | D-1-7537-0327 |      |
| (Standort) | Untertägige mittelalterliche und frühneuzeitliche Befunde im Bereich der Kath. Filialkirche                                                                | D-1-7537-0328 |      |
| (Standort) | Untertägige spätmittelalterliche und frühneuzeitliche Befunde im Bereich der Kath. Filialkirche St. Stephanus in Untermarchenbach.                         | D-1-7537-0330 |      |
| (Standort) | Verebneter Grabhügel vorgeschichtlicher Zeitstellung. | D-1-7537-0336 |      |